# Magnolia doltsopa
Magnolia doltsopa este o specie de plante din genul Magnolia, familia Magnoliaceae. A fost descrisă pentru prima dată de Buch.-ham. și Dc., și a primit numele actual de la Richard B. Figlar. Conform Catalogue of Life specia Magnolia doltsopa nu are subspecii cunoscute.